# سرسره‌بازی (فیلم)
سرسره‌بازی (به انگلیسی: The Rink) فیلمی کوتاه و صامت، به کارگردانی چارلی چاپلین با بازی چارلی چاپلین، ادنا پرواینس، اریک کمبل، هنری برگمن، آلبرت آستین محصول سال ۱۹۱۶ است.